# Puls
El puls (denominado como pulmentum) es una preparación culinaria en forma de sopas/gachas de cereales o legumbres, muy popular en la cocina romana durante el periodo del imperio romano. En su concepto más sencillo se trata de unos cereales puestos en remojo hasta lograr su ablandamiento. Se trataba de un alimento básico del pueblo romano. Su preparación aparece en el recetario del siglo I d. C. escrito por Apicio y titulado: De re coquinaria. El equivalente en la cocina griega se denominaba "maza". La versión romana se elaboraba inicialmente con farro (Triticum dicoccum) cocido en un medio líquido (agua o leche) hasta que se reblandecía. El farro era el cultivo más habitual en el antiguo Egipto. El naturalista Plinio el Viejo describe la importancia del puls en la posterior elaboración del pan por los romanos en el imperio. El puls con el tiempo fue incorporando harina a la receta original de grano de trigo entero. Este tipo de alimento fue igualmente usado por los legionarios romanos. La palabra puchero proviene etimológicamente de esta elaboración culinaria romana. Del nombre puls procede la palabra polenta, que en la antigüedad se elaboraba de la harina cocida de cebada, y en la actualidad de maíz. 

## Variantes documentadas
Siendo un alimento básico y muy antiguo dentro de la cultura del imperio romano, es lógico que a medida que se expande aparezcan diversas variantes más o menos diversas. Algunos autores (Ovidio) mencionan el puls fabracia en el que se incluyen piezas de cerdo, puls que se elaboraba con el objeto de ser ofrecido al dios carna para invocar la salud. El tratadista Catón el Viejo describe la puls punica en su libro de Re Agricultura, incluyendo como ingredientes además la miel, el huevo y queso fresco. La puls fabata incluye habas en lugar de cereales descrita por Marco Terencio Varrón en su Vita Populi Romani.